# Topolno

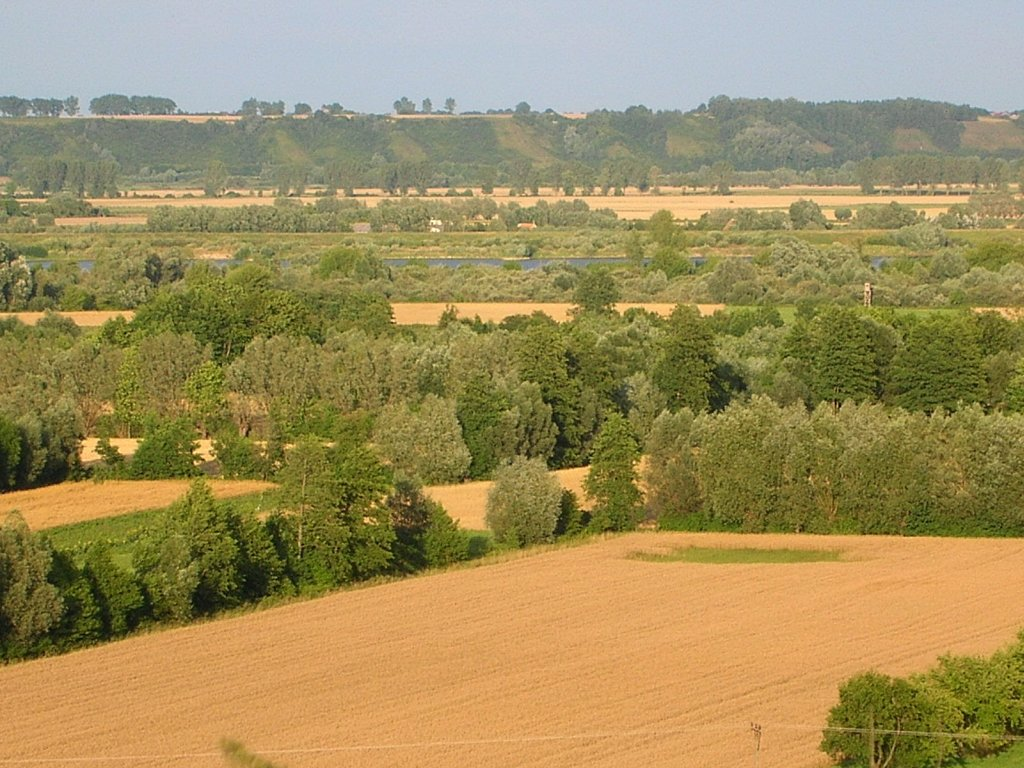
Widok z grodziska Talerzyk na wschodnią krawędź Doliny Dolnej Wisły

Topolno – wieś w Polsce położona w województwie kujawsko-pomorskim, w powiecie świeckim, w gminie Pruszcz. Według spisu powszechnego z 31 marca 2011 roku wieś liczyła 276 mieszkańców.

## Historia

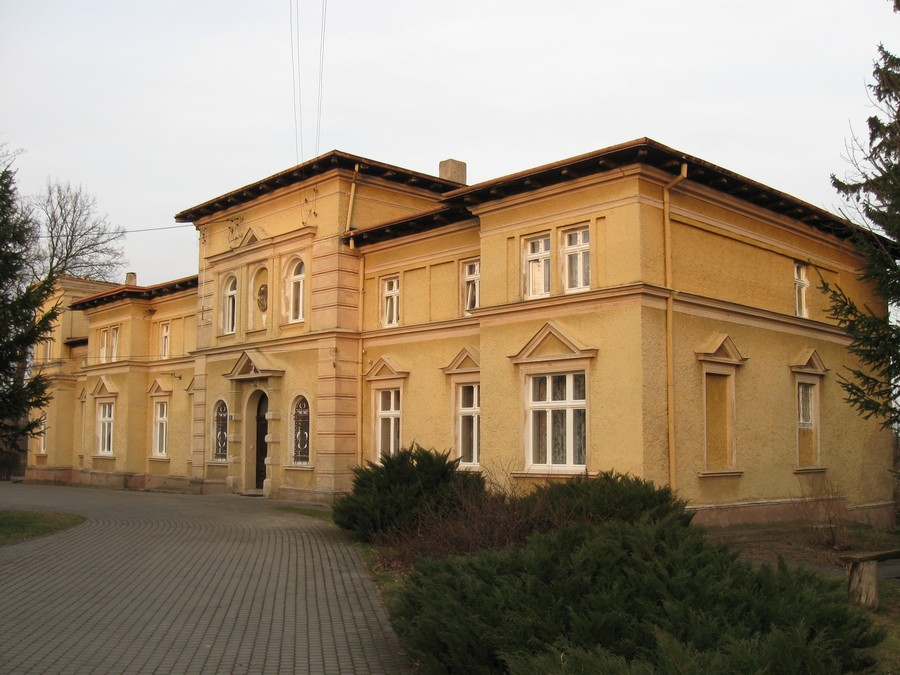
Pałac w Topolnie.

W Topolnie na przełomie X i XI w. znajdował się gród obronny. Po raz pierwszy było wspomniane w 1239 pod łacińską nazwą Thopulno. W 1309 Topolno przeszło w ręce Krzyżaków i utworzonego przez nich komturstwa świeckiego. W tym czasie było ono własnością rycerską. W XV i XVII wieku duże znaczenie dla miejscowości miał ród Konarskich, którzy pragnęli podnieść rangę Topolna do miasta. Jednak przeciwne tym staraniom było pobliskie Świecie. Rodzina Konarskich sprowadziła do Topolna Paulinów i ufundowała im kościół i klasztor. W latach 1681–1683 wzniesiono sanktuarium pod wezwaniem Nawiedzenia Najświętszej Marii Panny. W latach 1466–1772 Topolno należało do powiatu świeckiego i województwa pomorskiego. Podczas trwania III wojny północnej, na przełomie lat 1703 i 1704, w klasztorze Paulinów w Topolnie miał swoją kwaterę król Szwecji Karol XII, który w pobliżu wsi rozmieścił również na okres zimy swoje wojska. W 1772 w wyniku I rozbioru Polski miejscowość znalazła się w granicach Prus i stan ten trwał aż do 1920, kiedy to znalazło się w granicach niepodległej Polski. W 1939 zaczęła się II wojna światowa, a wraz z nią okupacja niemiecka, która trwała do 1945. Od 1950 miejscowość znajdowała się w województwie bydgoskim. Od 1999 miejscowość należy do województwa kujawsko-pomorskiego.
W drugiej połowie XIX wieku w Topolnie i Topolinku dokonano pierwszych odnotowanych odkryć archeologicznych, podczas których odnaleziono wcześniejsze cmentarzyska pradziejowe. 
Od 2017 roku Bydgoskie Stowarzyszenie Miłośników Historii „Łuczniczka” prowadzi w Topolnie badania archeologiczne w ramach projektu „Ocalić przeszłość Topolna”, w toku których odkryto kilkadziesiąt monet z XVII–XX wieku (½ Stubera z Księstwa Bergu z 1785 roku, szwedzkie 10 ore z 1739 r.), przedmioty z II wojny światowej (nieśmiertelnik, odznaka RAD-u, guziki wojskowe, łuski) oraz fragmenty ceramiki naczyniowej ludności kultury łużyckiej. Najnowszym, i zarazem najstarszym zabytkiem metalowym, jest odkryta w Sylwestra 2022 roku w Topolnie przez "Łuczników" siekierka ze stopu brązu tzw. typu unietyckiego sprzed minimum 3,5 tysiąca lat.

## Walory przyrodnicze

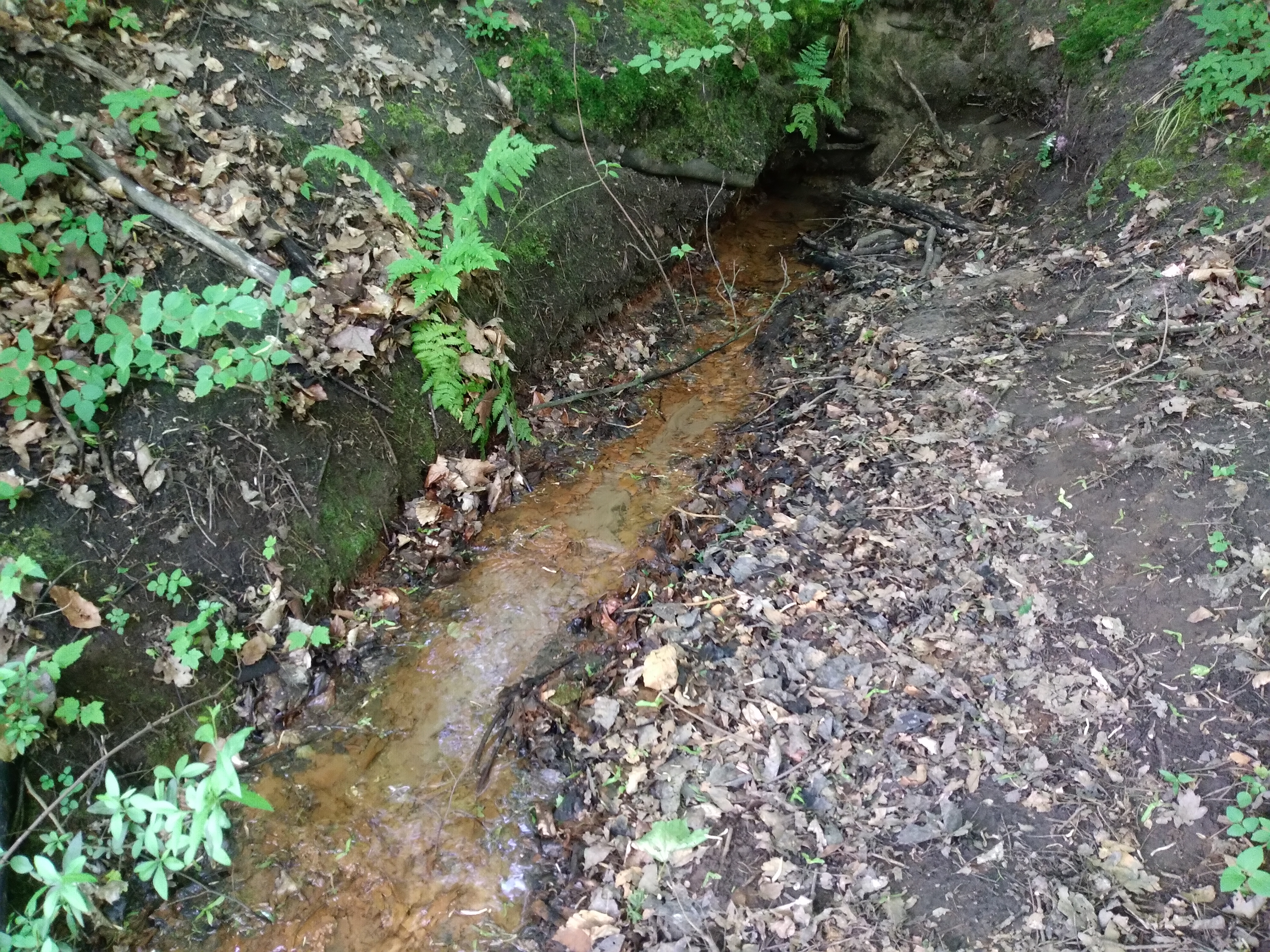
Źródło św. Rocha.

- źródło Św. Rocha uznane w 1991 roku za pomnik przyrody nieożywionej[10], leżące u podstawy Wzgórza Rocha, z niezachowaną kaplicą pod wezwaniem tego świętego; według legend było to miejsce kultu pogańskiego[4].
- Miejscowość leży na terenie Nadwiślańskiego Parku Krajobrazowego
- obszar międzywala zajmują 2 obszary Natura 2000: SOO Solecka Dolina Wisły PLH040003 i OSO Dolina Dolnej Wisły PLB040003[11]
- jezioro rynnowe o powierzchni 10,62 ha, należące do Okręgu PZW w Bydgoszczy[12]
- na terenie wsi znajduje się 5 użytków ekologicznych w formie łąk i pastwisk[13]
- w odległości 2,5 km znajduje się projektowany rezerwat przyrody Parów Cieleszyński.

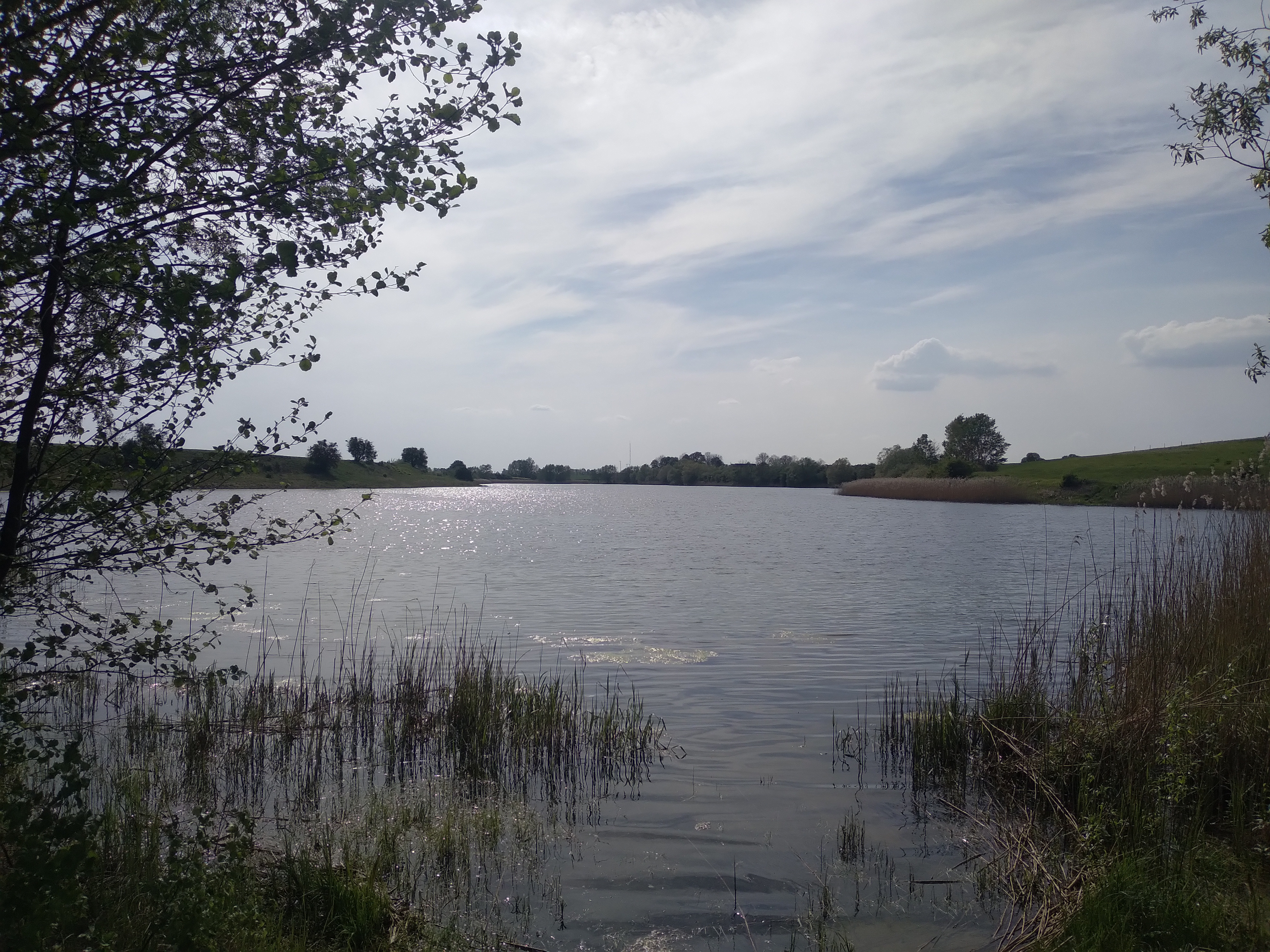
Jezioro w Topolnie.

## Zabytki

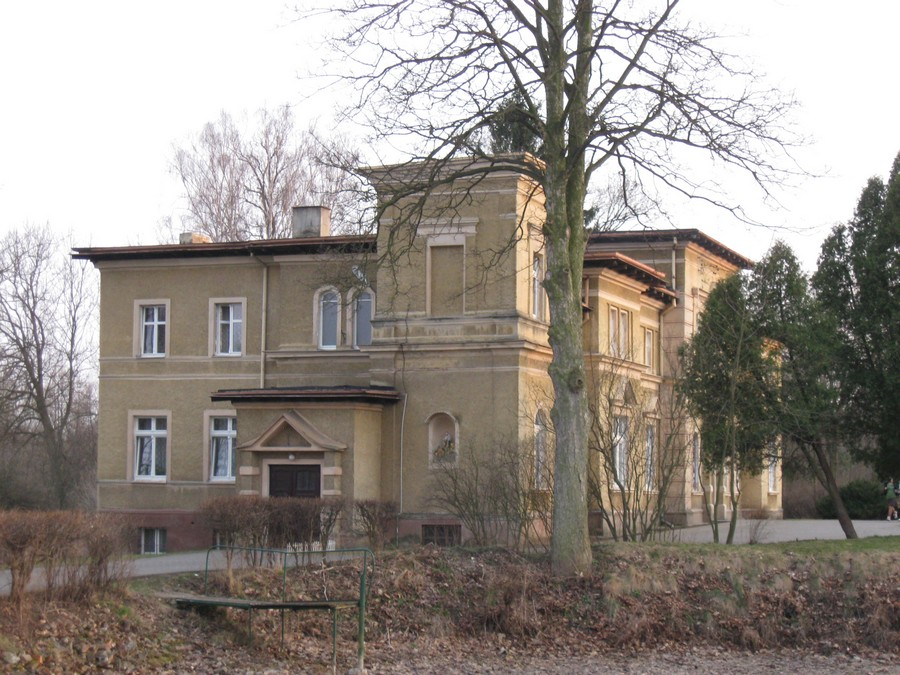
Pałac, obecnie ośrodek opiekuńczy.

- Sanktuarium pod wezwaniem Nawiedzenia Najświętszej Marii Panny (obecnie kościół parafialny pw. Nawiedzenia NMP) wzniesiony w latach 1681–1683. Zostało ono wybudowane w stylu barokowym. W jego wnętrzu znajdowały się cudowny obraz Matki Boskiej z Dzieciątkiem oraz zabytkowe organy pochodzące z okresu budowy świątyni. W 1900 organy wymienione na nowe, ale wykorzystano do ich wykonania ozdobne części starego instrumentu. Wcześniej, bo już w 1744, świątynia otrzymała dzwon, który w Gdańsku odlał ludwisarz Jan Gotfryd Schlaubitz[7]
- Pałac wzniesiony w 1891 przez ówczesnego właściciela Topolna Włodzimierza Kublickiego-Piotuch. Obecnie jest to własność Sióstr Pasterek od Opatrzności Bożej, które prowadzą tam Placówkę Opiekuńczo-Wychowawczą Dom Dziecka[14]
- grodzisko Talerzyk, które do 1034 było grodem obronnym – punkt widokowy na Dolinę Dolnej Wisły[7]; nieopodal winnice i sady z drzewami starych odmian[15].

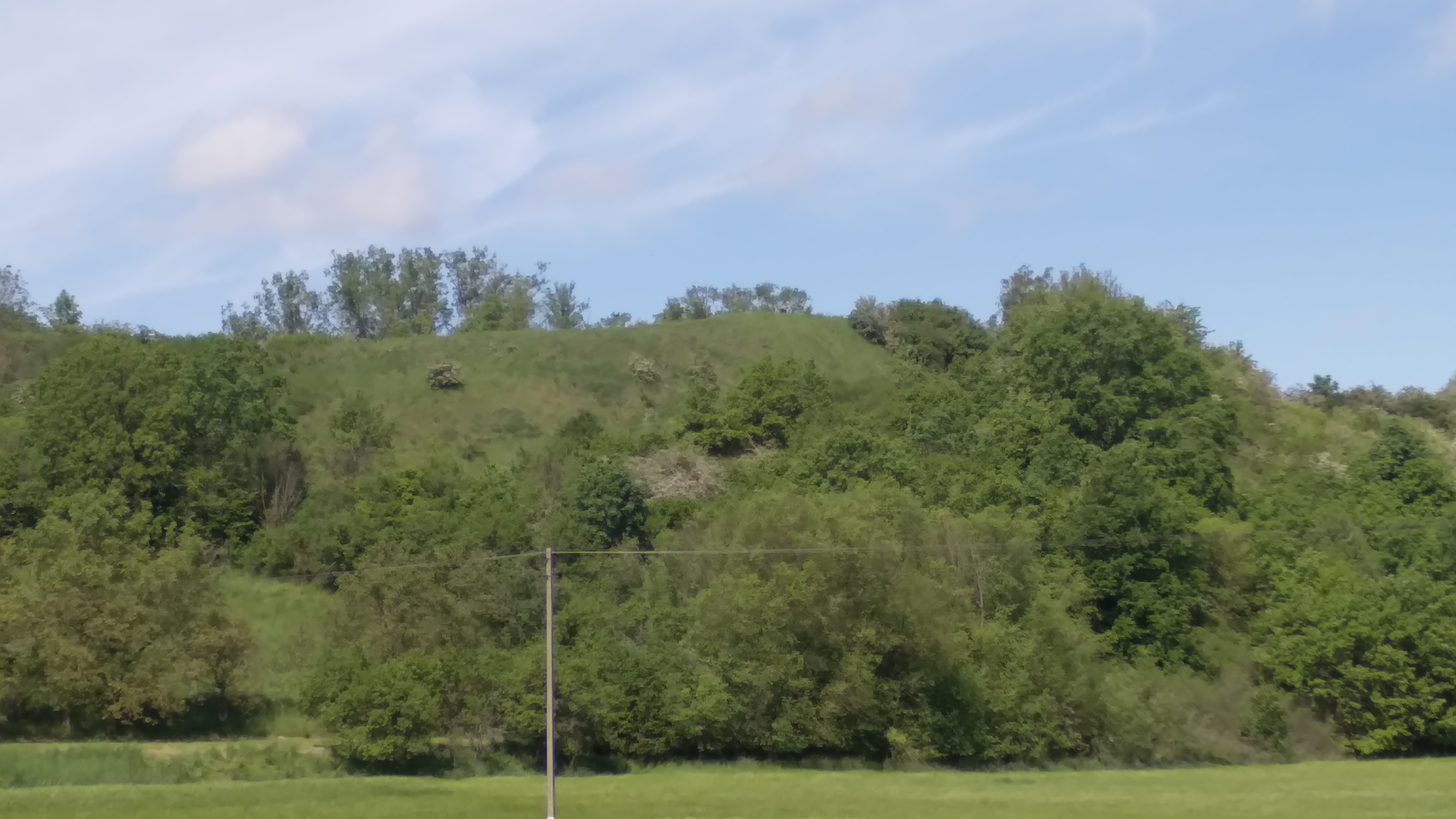
Grodzisko Talerzyk.

## Transport
Przez miejscowość przebiega droga wojewódzka nr 248 (Zbrachlin – Topolno – Borówno)